# Epikopais waringa
Epikopais waringa är en kräftdjursart som beskrevs av Kelly L. Merrin 2009. Epikopais waringa ingår i släktet Epikopais och familjen Munnopsidae.
Artens utbredningsområde är Tasmanien. Inga underarter finns listade i Catalogue of Life.